# Hodkovce
Hodkovce (Hongaars: Hatkóc) is een Slowaakse gemeente in de regio Košice, en maakt deel uit van het district Košice-okolie.
Hodkovce telt 272 inwoners.